# Lupinus macbrideanus
Lupinus macbrideanus es una especie de planta con flor, leguminosa, en la familia Fabaceae.
Es endémica de Perú.

## Fuente
- World Conservation Monitoring Centre 1998. Lupinus macbrideanus. 2006 IUCN Lista Roja de Especies Amenazadas, bajado 19 de julio de 2007

- Datos: Q3316711